# 탱고 (1981년 영화)
탱고(Tango)는 폴란드에서 제작된 즈비뉴 립친스키 감독의 1981년 애니메이션 영화이다.
제55회 아카데미상 시상식에서 아카데미 단편 애니메이션상을 수상했다.